# Гексафторофосфат(V) калия
Гексафторофосфат(V) калия — неорганическое соединение,
комплексный фторид калия и фосфора с формулой KPF6,
бесцветные (белые) кристаллы,
растворяется в воде.

## Физические свойства
Гексафторофосфат(V) калия образует бесцветные (белые) кристаллы
кубической сингонии,
пространственная группа F 432,
параметры ячейки a = 0,77813 нм, Z = 4.
Растворяется в воде.